# ویلا روزا
ویلا روزا (به ایتالیایی: Villa Rosa) یک منطقهٔ مسکونی در ایتالیا است که در مارتینسیکورو واقع شده‌است.